# Taron
Taron (armensko Տարօն, latinizirano: Taron, zahodnoarmenska izgovorjava Daron, srednjeveško grško Ταρών, latinizirano: Tarōn, latinsko Taraunitis) je bil kanton turuberske province Velike Armenije, ki približno ustreza provinci Muş v sodobni Turčiji.

## Zgodnji srednji vek
Glavni vir o zgodovini kneževine v zgodnjem srednjem veku je Zgodovina Tarona, relativno kratka 'zgodovinska' romanca v petih delih, ki naj bi opisovala pomembne dogodke, ki so se zgodili v Taronu med bizantinsko-sasanidskimi vojnami, ko je vladal sasanidski cesar Kozrav II. (590–628). Med Kozravovo vladavino so Taron pogosto napadali Perzijci. Zgodovina opisuje dejanja petih generacij Mamikonijcev, knežje hiše Tarona, pri obrambi in maščevanju okrožja. Vsak del ali cikel zgodbe je posvečen podvigom enega od branilcev: Mušega, Vahana, Smbata, njegovega sina Vahana Kamsarakana in njegovega sina Tirana. Junaki so včasih nadčloveško pogumni ali dvolični, modri ali prebrisani, ponižni ali bahavi, humani ali brutalno neusmiljeni, odvisno od situacije. Predvsem pa so sveti bojevniki svetega Karapeta - njihovega zavetnika Janeza Krstnika, in goreče branijo samostan svetega Karapeta, pa tudi vse cerkve in kristjane v okrožju. Velik del pripovedi opisuje bitke in zvite taktike, ki so jih Taronci uporabljali za poraz iranskih napadalcev.

## Kasnejša zgodovina
Po smrti Mušega VI. Mamikonijana v bitki pri Bagrevandu aprila 775 in potem, ko so Mamikonijci izginili iz armenskih dogajanj, ter po konfliktu z Džahafidi je Taron prešel v roke Ašota Msakerja iz družine Bagratidov. Njegovi nasledniki so Taronu vladali do leta 967: 
- Ašot I. Msaker (umrl 826), ok. 813–826, od leta 806 predsedujoči knez Armenije (kot Ašot IV.)
- Bagrat I. (umrl po letu 851), 826–851, po letu 830 predsedujoči knez Armenije (kot Bagrat II.)
- Ašot II. (ok. 835–878), po letu 851–878
- David (ok. 840–895), 878–895 (brat Ašota II.)
- Gurgen (umorjen 895/896), 895/896 (sin Ašota II.)
- Taron, ki ga je odstavil Ahmed ibn Isa al-Šajbani, 895/896–898
- Grigor I. (umrl 923/936), 898–923/936 (Gurgenov bratranec)
- Bagrat II. (umrl pred letom 940) in Ašot III. (umrl 967), 898–967

Po smrti Ašota III. leta 967 sta njegova sinova, Grigor II. (Gregor Taronit) in Bagrat III. (Pankracij Taronit), kneževino prepustila Bizantinskemu cesarstvu v zameno za zemljišča v Anatoliji in plemiške nazive. V Bizancu sta verjetno skupaj z drugimi vejami svoje družine, ki so se tam že ustalile v prejšnjih desetletjih, ustanovila družino Taronitov, ki je bila v 11. in 12. stoletju ena od najvišjih bizantinskih plemiških družin. Pod bizantinsko oblastjo je bil Taron združen z okrožjem Kelcene v združeno  provinco (temo), katere guverner (strateg ali dux) je običajno imel čin protospatarija. Sredi 11. stoletja je bila tema združena z Vaspurakansko temo z enim samim guvernerjem. Taron je postal tudi metropolitanski sedež z 21 sufraganskimi sedeži. Po bizantinskem porazu v bitki pri Manzikertu proti Seldžuškim Turkom leta 1071 je oblast v Taronu prevzel neodvisni armenski gospod Tornik. Glavno mesto province je postal   Muş. Tornik je zatem ustanovil kneževino, ki je obstajala vse do leta 1189/1190, ko so je zavzeli Seldžuki.